# Ioan Pop a Tomii
Ioan Pop a Tomii (n. 1879, Săpânța Maramureș – d. 1949, Săpânța Maramureș) a fost delegat la Marea Adunare Națională de la Alba Iulia din 1 decembrie 1918.

## Date biografice
Membru al Sfatului National Săpânța și al Gărzii Naționale.
A avut patru clase.